# 腺房红萼杜鹃
腺房红萼杜鹃（学名：Rhododendron meddianum var. atrokermesinum）为杜鹃花科杜鹃花属下的一个变种。

## 扩展阅读
- 維基物種上的相關：腺房红萼杜鹃